# Mosjøen
Mosjøen è una città del comune di Vefsn, nella contea di Nordland in Norvegia. Ha ricevuto lo status di città nel 1875.

## Geografia fisica
Mosjøen è situata a circa 100 chilometri a sud del circolo polare artico (66° 33' 39") e sorge al termine del fiordo Vefsnfjord.

## Storia
Mosjøen ha iniziato a svilupparsi intorno al XVII secolo con le prime attività commerciali comprese sostanzialmente nella pesca e, dopo avere ricevuto lo status di città il 1º gennaio 1875, è stato steso un piano regolatore che, attraverso varie modifiche (la più significativa avvenne nel 1924), è valido ancora oggi.
Durante la seconda guerra mondiale la città fu sede di una base tedesca e, dopo la liberazione, conobbe un notevole sviluppo, legato sia alle attività di produzione del legname, sia a quelle estrattive per la produzione dell'alluminio, aumentando considerevolmente il numero dei suoi abitanti (oggi circa 10.000).

## Collegamenti
Mosjøen è raggiungibile con autoveicoli o motoveicoli percorrendo la strada europea E06
La città è collegata agli altri centri anche con un servizio di autobus, di pullman e di treni.

## Amministrazione

### Gemellaggi
Mosjøen è gemellata con le seguenti città:
- Gornji Milanovac
- Lycksele
- Volchov
- Sinope

## Sport
Nella città ha sede il Mosjøen Idrettslag, la squadra principale.

## Galleria d'immagini

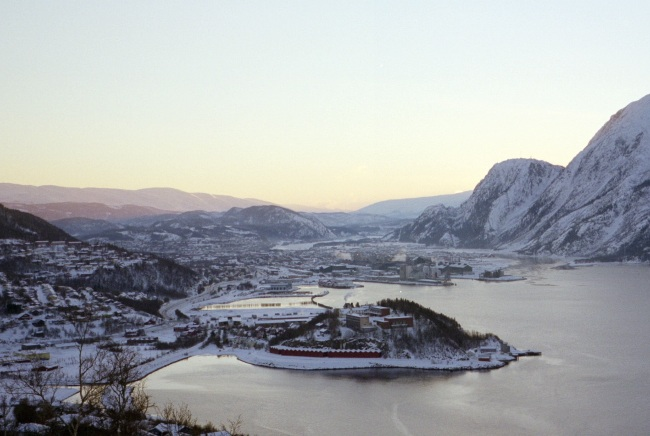
Veduta invernale di Mosjøen
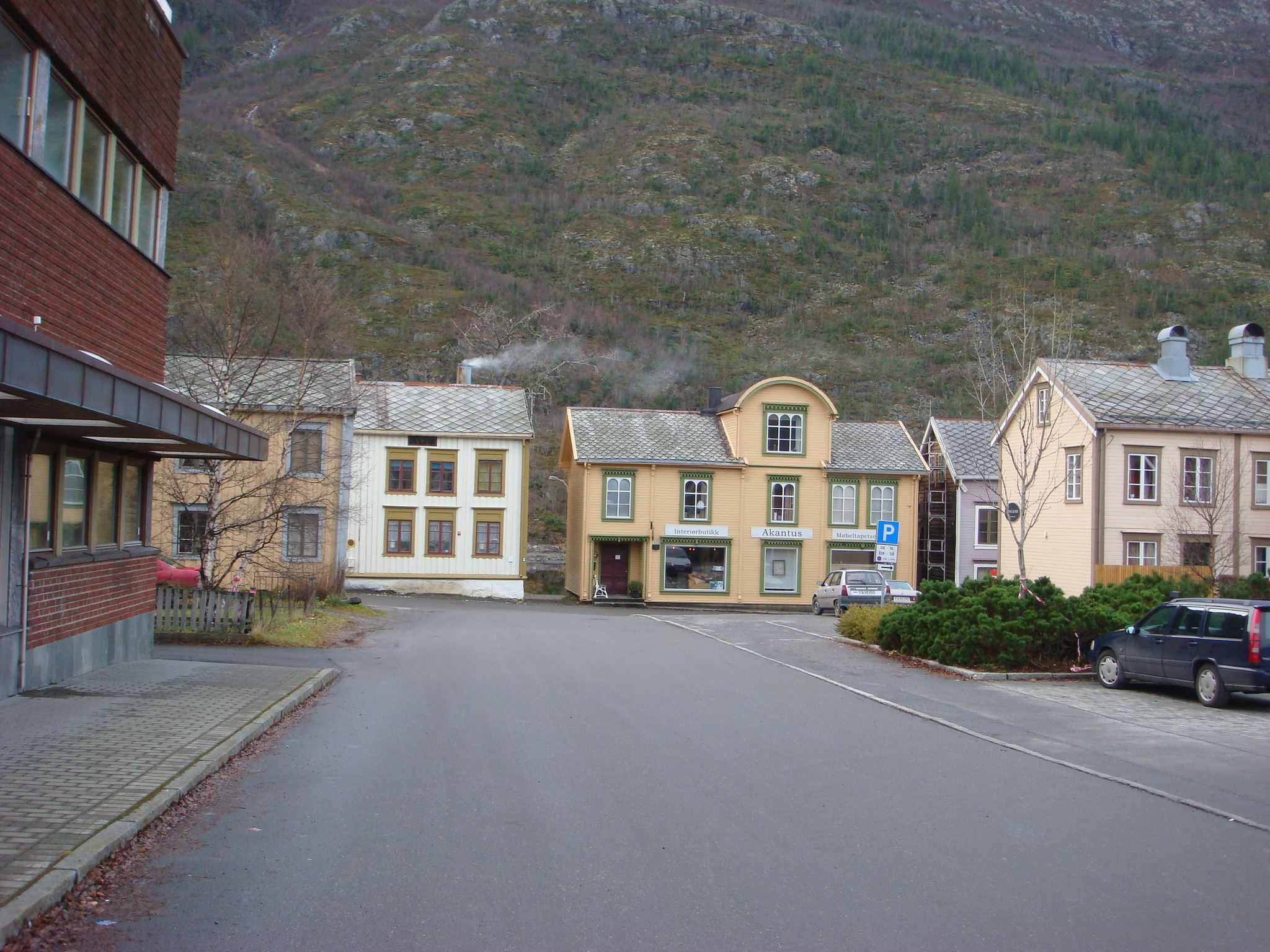
Strada di Mosjøen
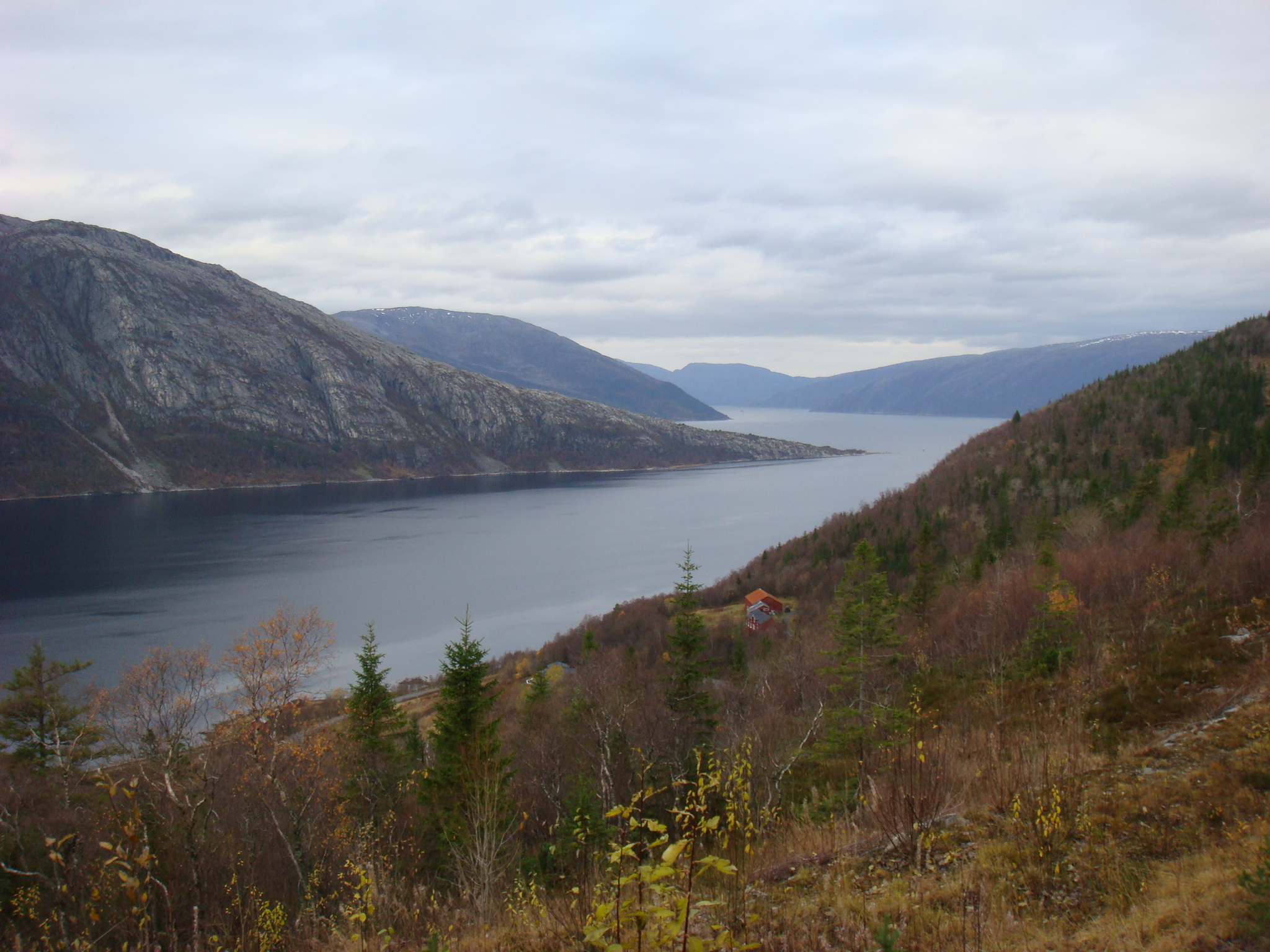
Fiordo di Mosjøen